# Svenska kyrkan
 Ikke at forveksle med Svenska Gustafskyrkan.
Svenska kyrkan har siden år 2000 været den evangelisk-lutherske folkekirke i Sverige. Fra 1860 til udgangen af 1999 var Svenska kyrkan en statskirke. Før 1860 var kirken i Sverige kendt under andre navne.

## Den svenske kirkes oprettelse
I 1104 blev der oprettet en nordisk kirkeprovins under ledelse af ærkebiskoppen i Lund. I 1164 blev biskoppen i Uppsala ærkebiskop, hvorved kirken i Sverige fik en fælles ledelse. Frem til 1536 var ærkebiskoppen i Uppsala dog underordnet den danske ærkebiskop i Lund.

## Reformationen
I 1500-tallet gennemførtes reformationen i Sverige. Overgangen fra den katolske lære til den lutherske lære tog flere årtier.
De første skridt i luthersk retning blev taget under kong Gustav Vasa. Reformationen startede på riksdagen i Västerås i 1527. Ved denne lejlighed brød man dog ikke med paven, og de katolske ceremonier blev heller ikke afskaffede. Under Gustav Vasa og hans efterfølger Erik 14. (konge 1560-1568) blev de katolske skikke trængt tilbage. Dette skete dog langsomt, da befolkningen holdt fast ved den katolske tro, og der opstod katolske bondeoprør.
Johan 3. (konge 1568-1592) og den polske Sigismund (svensk konge 1592-1599) indkaldte Jesuiter til Sverige. Dette skete som en forberedelse til en katolsk modreformation. Stemningen blandt svenskerne var dog vendt. På kirkemødet i Uppsala i 1593 fik hertug Karl (senere konge som Karl 9.) vedtaget, at den svenske kirke skulle være luthersk.

## Menighedernes stilling
Langt ind i 1800-tallet tog Menigheden (Kyrkoförsamlingen) sig af den lokale forvaltning både i verdslige og i kirkelige sager. I 1864 blev sagerne delt mellem borgerlige kommuner (svarer til kommuner i Danmark) og kirkelige kommuner (svarer til danske menighedsråd). I år 2000 blev de kirkelige kommuner afskaffet, og menighederne fik dermed en friere stilling.

## Kirkens styrelse
Ethvert kirkemedlem, der fyldt 16 år, har valgret ved kirkevalgene, der afholdes hvert fjerde år. Kandidaterne, der skal være fyldt 18 år, opstilles af nominationsgrupper (partier).
Der vælges lokale menighedsråd (Kyrkofullmäktige), regionale stiftsråd (Stiftsfullmäktige) og et landsdækkende kirkemøde (Kyrkomötet).
Det landsdækkende kirkemøde har 251 folkevalgte medlemmer. Ved kirkevalget i 2005 fik de partier, der stiller op til Riksdagen 199 mandater, mens de upolitiske nominationsgrupper fik 52 mandater.

## Forholdet mellem kirke og stat
Selv om Svenska kyrkan blev folkekirke i år 2000, har staten stadig en vis indflydelse på de kirkelige forhold.
I Lov om Svenska kyrkan hedder det: Svenska kyrkan er et evangelisk-luthersk trossamfund som fremtræder som menigheder og stifter. Svenska kyrkan har også nationale organer. (paragraf 1) og Svenska kyrkan er en åben folkekirke, som i samvirke mellem en demokratisk organisation og kirkens embeder driver en landdækkende virksomhed. (paragraf 2).

## Samfundsspørgsmål
Svenska kyrkan har som folkekirke, til trods for adskillelsen mellem kirke og stat, måtte forholde sig til en række samfundsspørgsmål.

### Vielse af par af samme køn
Siden 1. november 2009, har man kunnet blive viet i svenske kirker med en person af det samme køn som én selv.
Op gennem 00'erne var vielsen af par af samme køn et omstridt emne i det svenske samfund. I 2009 nåede man til enighed på området i Svenska kyrkan: På årets kirkemøde stemte man for, at Svenska kyrkan skulle vie homoseksuelle i kirken. 176 medlemmer af kirkemødet stemte for, og 62 stemte mod.
Beslutningen mødte kritik, særligt fra biskopperne Esbjörn Hagberg, Carl Axel og Sven Thidevall, som ikke mente, at vielser af par af samme køn var doktrinært understøttet i den evangelisk-lutherske kristendom.

### Velsignelse af polyamorøse forhold
I 2022 meldte queer-teolog Lina Landström i en paneldebat i Malmö ud, at næste skridt for ligestillingen i Svensa kyrkan bedst ville være, at kirken ville anerkende polyamorøse forhold (det vil sige; relationer mellem flere end to personer).
Emma Audas, pilgrimspræst i Svenska kyrkan, luftede allerede i 2020 idéen om, at den svenske kirke ikke var færdig med at diskutere emner om ægteskab. Hun kommenterede blandt andet, at man, ved at fokusere på kærlighedsforholdet mellem ægtefællerne, låser dem fast i deres forhold. I 2022 meldte hun sig så på banen med Landström og kritiserede, at man ikke tog emnet alvorligt.